# Gewöhnliche Languste
Die Gewöhnliche Languste (Palinurus elephas), auch Europäische Languste genannt, ist eine Art aus der Familie der Langusten. Sie wird als Meeresfrucht auf den Fischmärkten im Mittelmeerraum angeboten. 

## Merkmale
Die maximale Körperlänge dieser Langustenart beträgt 50 Zentimeter. Das zweite Antennenpaar ist mehr als körperlang. Die Schreitbeinpaare I bis III sind ohne Scheren. Die Grundfärbung ist rotbraun bis violettbraun. Die Antennen sind rotbraun und gelb gebändert. Jungtiere haben ein gelbes Längsband auf der Körperoberseite und gelbe Antennen.

## Verbreitung
Sie ist im Ostatlantik vom südwestlichen Norwegen bis nach Marokko zu finden und kommt auch im Mittelmeer vor. Im Mittelmeer fehlt sie jedoch im südöstlichen Teil. Sie ist außerdem an den Küsten der Azoren, Madeiras und der Kanaren zu finden.

## Lebensraum
Die Gewöhnliche Languste lebt auf Felsböden in einer Meerestiefe von 5 bis 160 Metern. Sie kommt im kalten Wasser meist zwischen 10 und 30 Metern vor, in warmem Wasser tiefer.